# Риос Соса, Адольфо Омеро
Адольфо Омеро Риос Соса (исп. Adolfo Homero Ríos Sosa; 1954, Гватемала — 1984, Петен) — гватемальский военный, капитан медицинской службы, сын генерала Эфраина Риоса Монтта, президента Гватемалы в 1982—1983. Участник военного переворота 23 марта 1982, политический советник отца. Погиб в одном из боевых инцидентов гражданской войны.

## Ультраправый военврач
Родился в семье Эфраина Риоса Монтта, был старшим из троих детей. Подобно отцу, окончил Военную академию и Школу Америк. Служил в гватемальской армии в качестве военного врача.
Омеро Риос Соса придерживался крайне правых антикоммунистических взглядов. В начале 1980-х он примкнул к армейской группировке Jovenes Oficiales — «Молодые офицеры», во главе которой стоял генерал Риос Монтт. 23 марта 1982 года «Молодые офицеры» при активном участии Риоса Соса совершили государственный переворот, отстранили Ромео Лукаса Гарсиа и не допустили передачи власти генералу Анхелю Анибалю Геваре, объявленному победителем по итогам сомнительных выборов. К власти пришла военная хунта во главе с Эфраином Риосом Монттом, который занял пост президента Гватемалы.

## Советник президента
Старший сын нового президента считался его ближайшим политическим советником. Омеро Риос Соса причислялся к «правящей камарилье фанатичных евангелистов». Участвовал в выработке политического курса, антипартизанской стратегии гражданской войны, боестолкновениях с левыми повстанцами.
8 августа 1983 года президент Риос Монтт был отстранён от власти генералом Мехиа Викторесом. Большинство «Молодых офицеров» были отправлены в зарубежные дипломатические миссии. Однако Омеро Риос Соса остался в Гватемале и продолжал военную службу.

## Гибель на вылете
15 июля 1984 года находился на борту военного вертолёта, вылетевшего, чтобы забрать в госпиталь двух раненых в столкновении с партизанами. Вертолёт потерпел катастрофу и разбился. Погибли пять человек, в том числе капитан Риос Соса.

## Члены семьи
Брат Омеро Риоса Соса — Энрике Риос Соса — дослужился до генеральского звания, возглавлял генштаб гватемальской армии, курировал финансовые вопросы в министерстве обороны. Был осуждён по обвинению в хищениях.
Сестра Омеро Риоса Соса — Сури Риос Соса де Уэллер — известный гватемальский политик правого направления, кандидат в президенты Гватемалы.
Дядя Омеро Риоса Соса — Марио Энрике Риос Монтт — католический епископ и правозащитник, политический противник Эфраина Риоса Монтта (хотя поддерживал с братом уважительные личные отношения).